# Ambasada Niemiec w Polsce

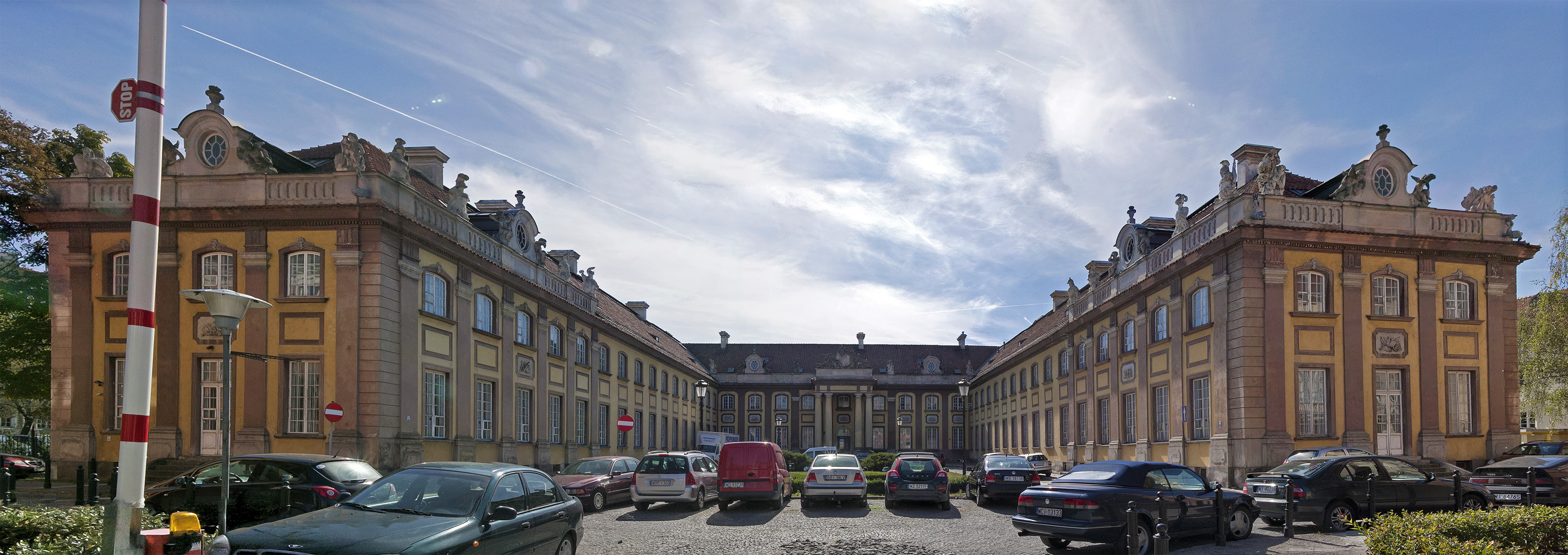
Pałac Branickich – dawna siedziba konsulatu Niemiec (1829)

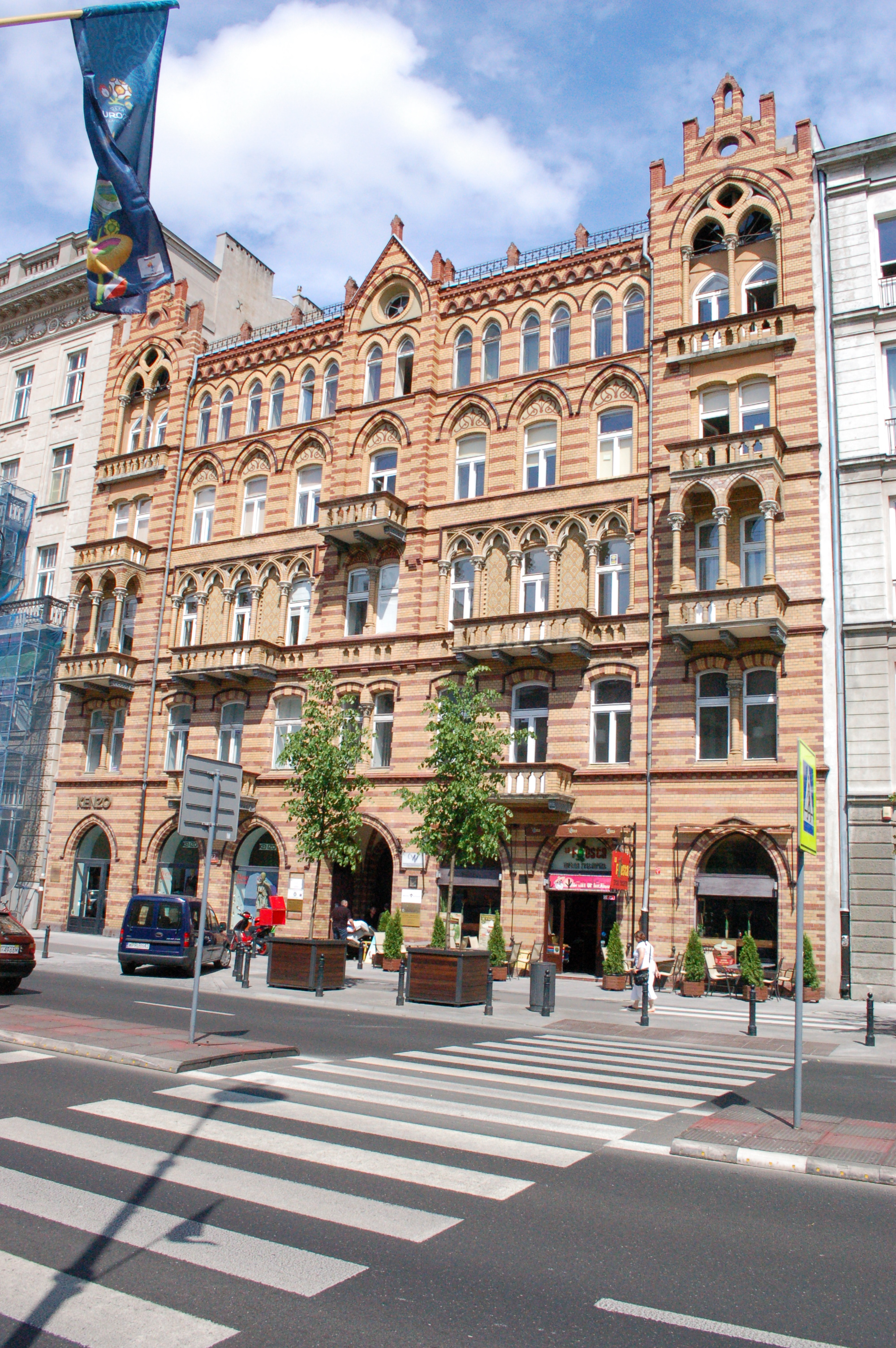
Kamienica Ławrynowicza – b. siedziba przedstawicielstwa Niemiec w Al. Ujazdowskich 22 (1920)

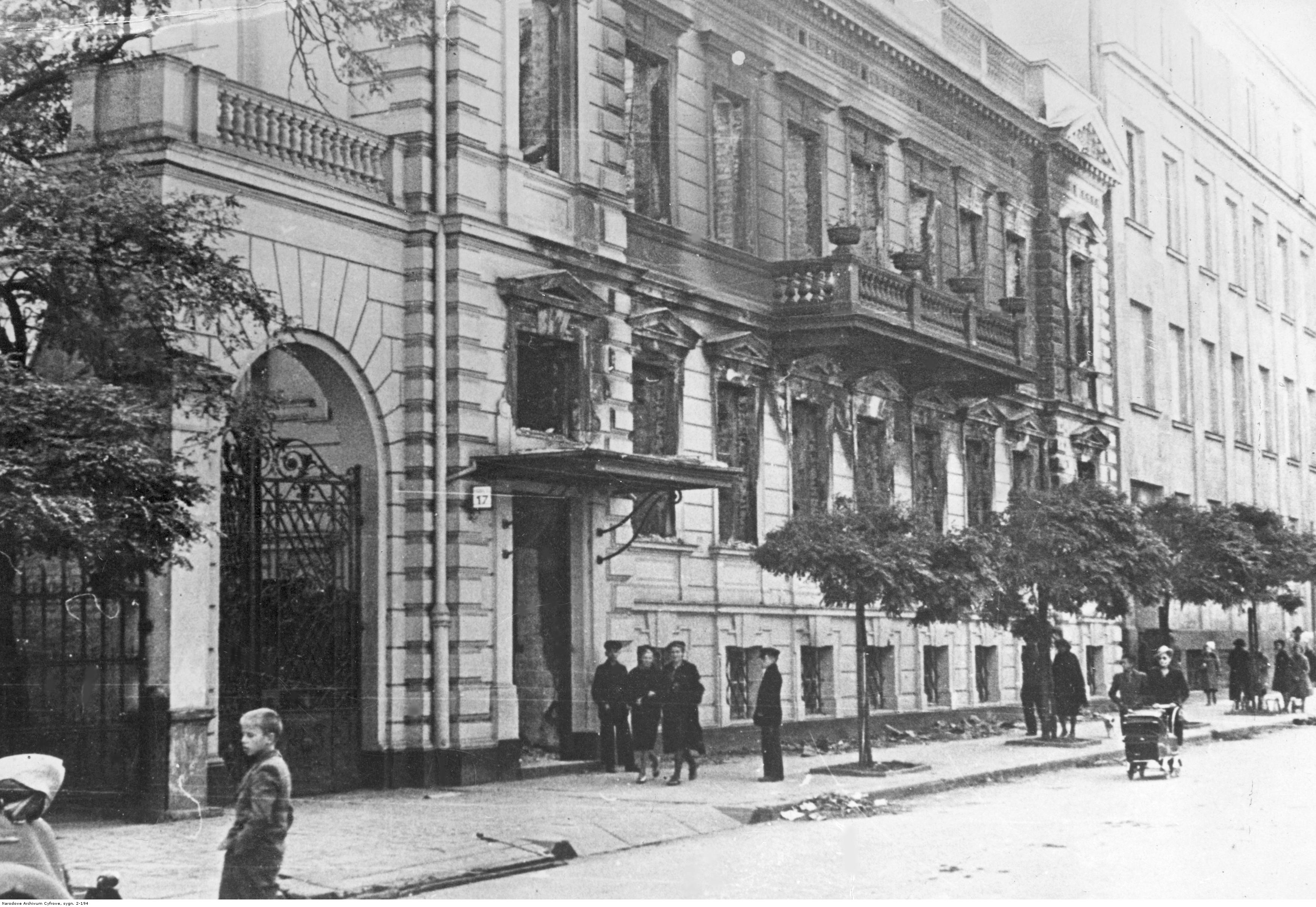
Zniszczony podczas obrony Warszawy we wrześniu 1939 budynek ambasady Niemiec przy ul. Piusa XI 17

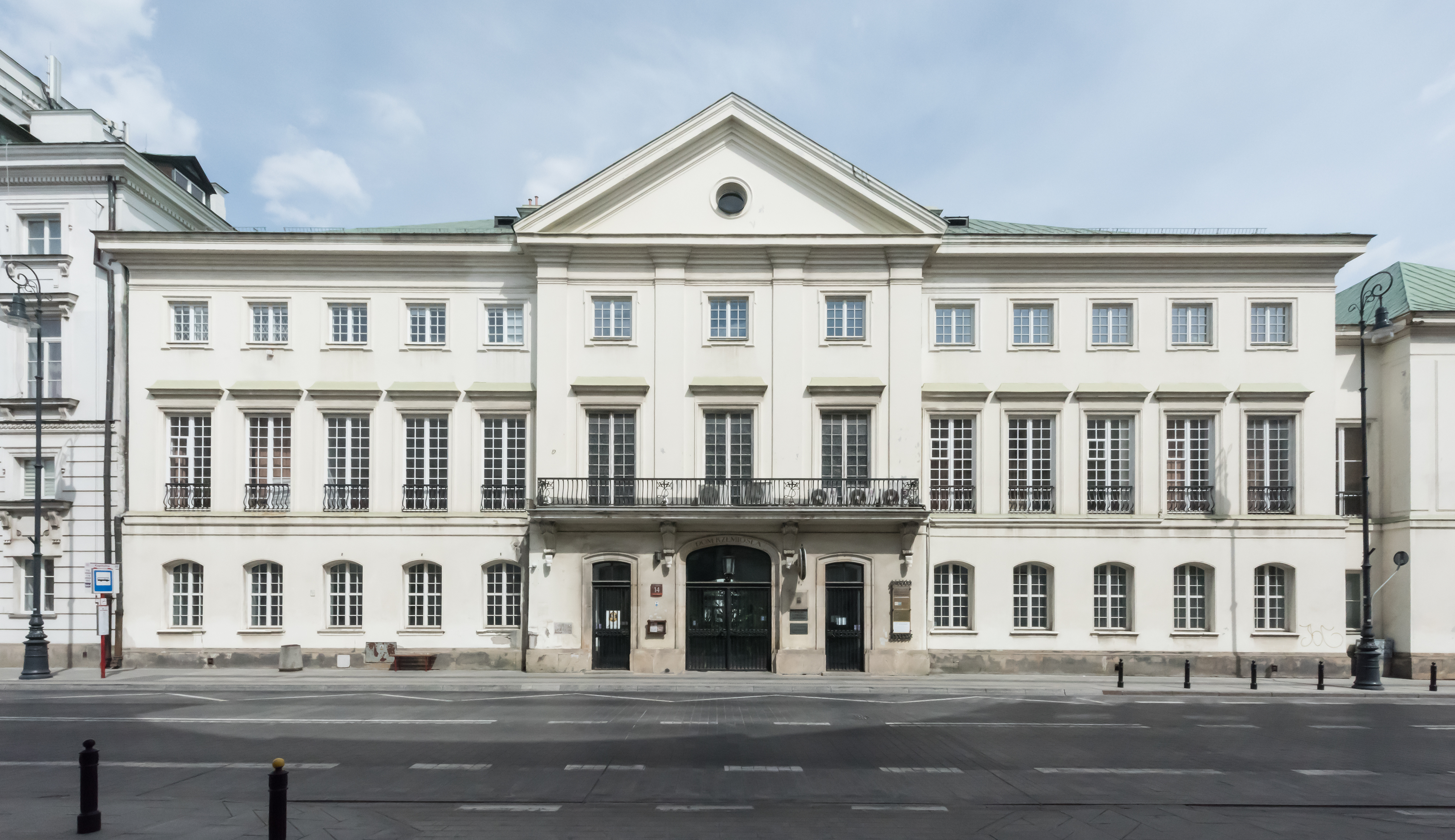
Pałac Chodkiewiczów, siedziba przedstawicielstw niemieckiej agencji promocji handlu i inwestycji Germany Trade and Invest oraz niemieckiej centrali turystyki DZT przy ul. Miodowej 14

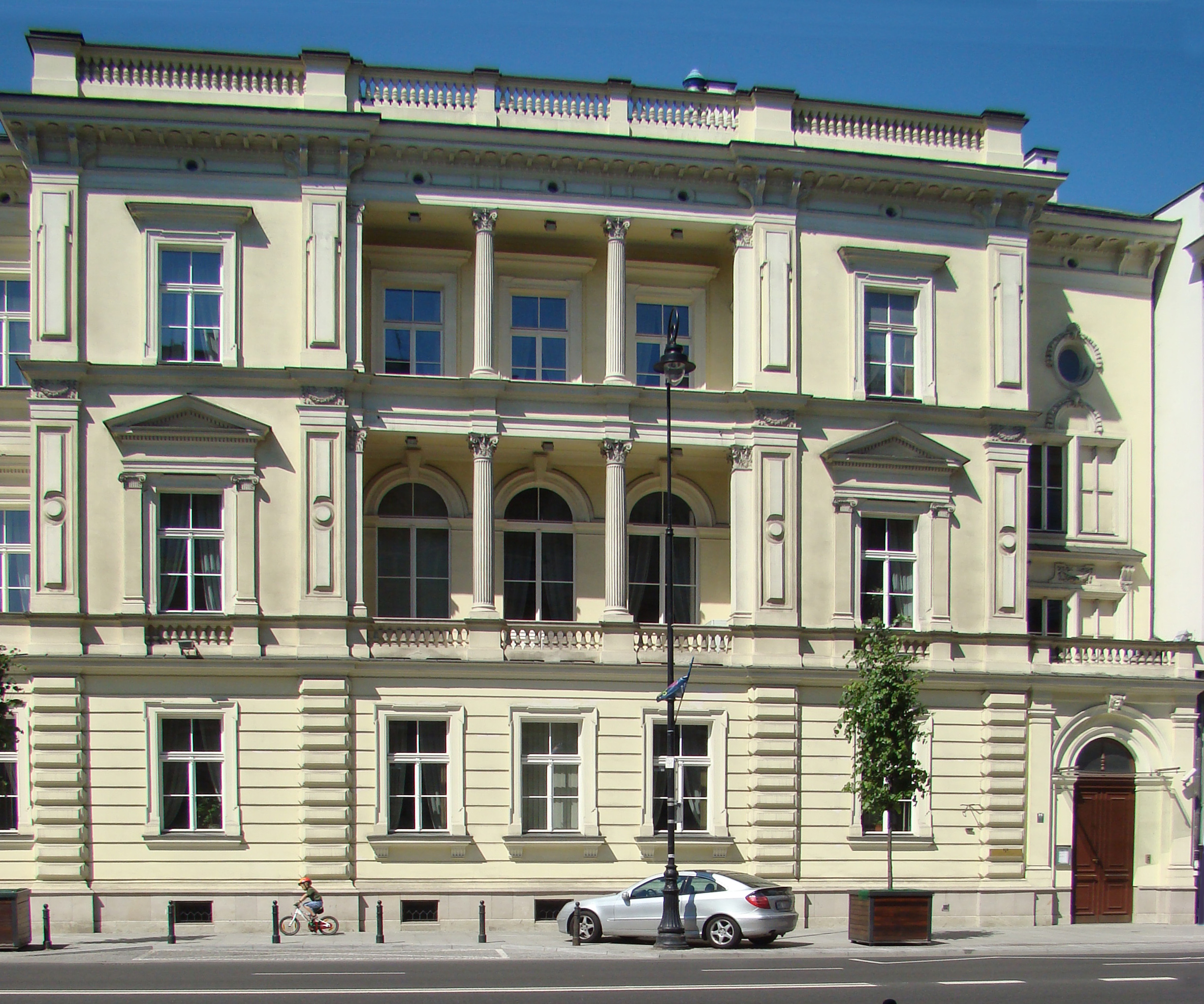
Pałac Karnickich, siedziba Niemieckiego Instytutu Historycznego w Al. Ujazdowskich

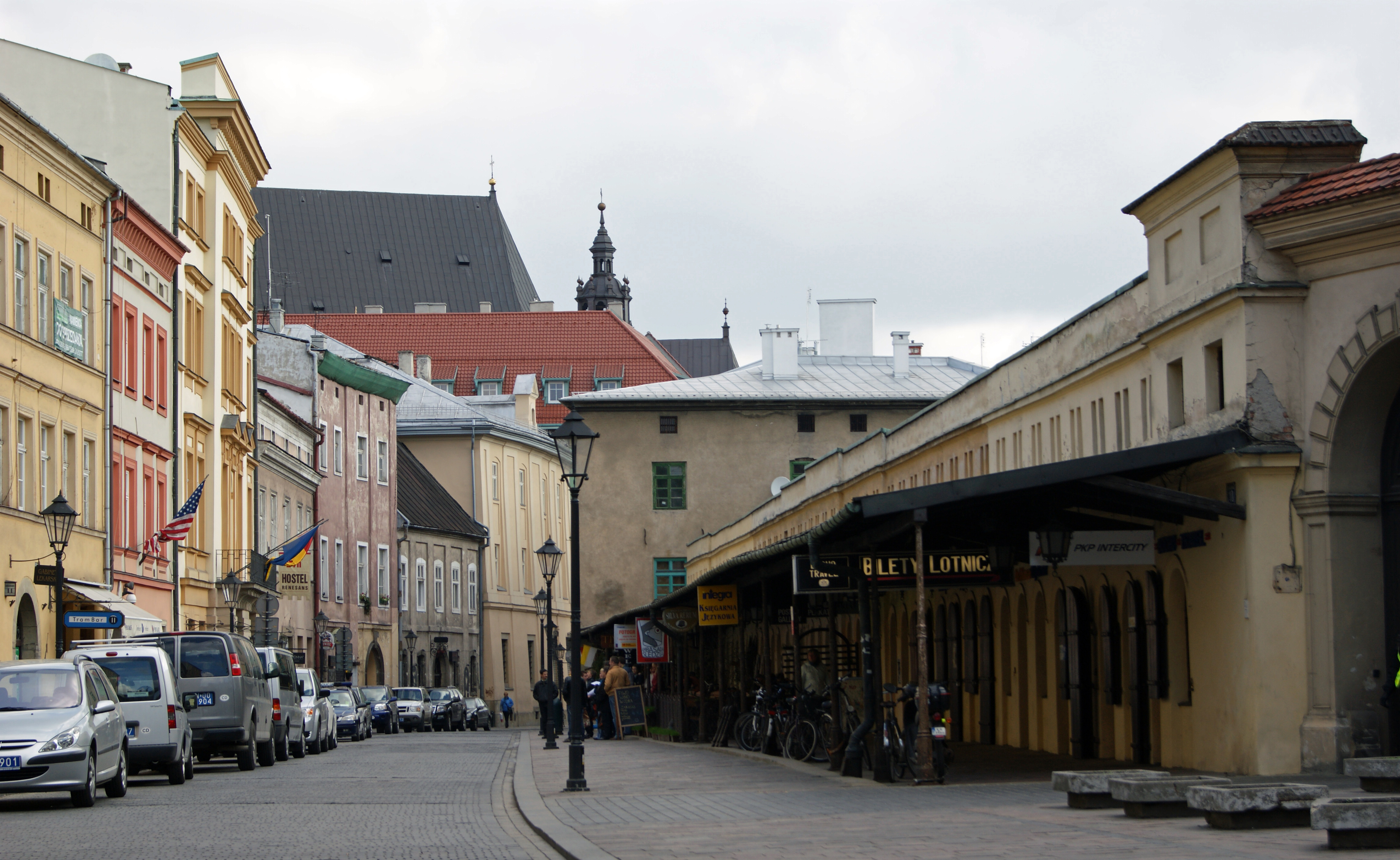
ul. Stolarska w Krakowie.
Po lewej konsulaty generalne: Stanów Zjednoczonych i Niemiec.

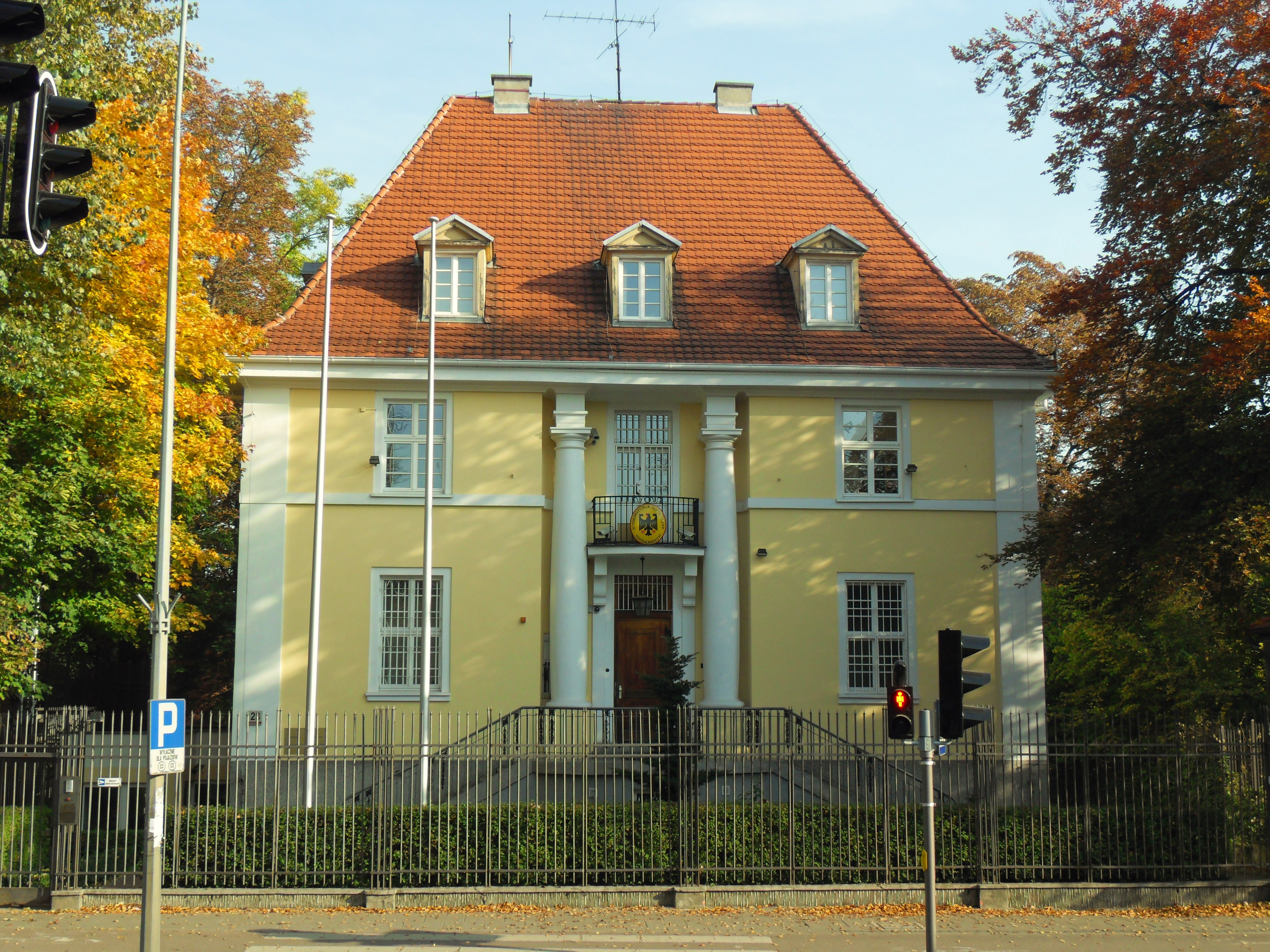
Konsulat Generalny Niemiec w Gdańsku

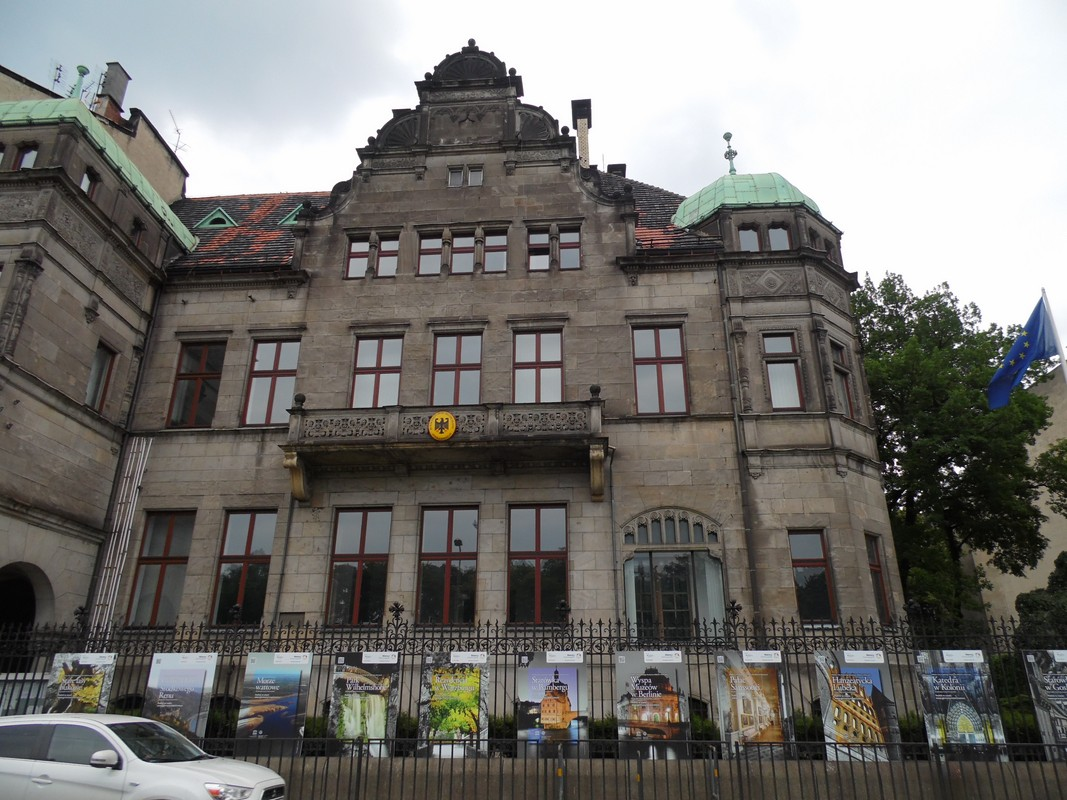
Konsulat Generalny Niemiec we Wrocławiu

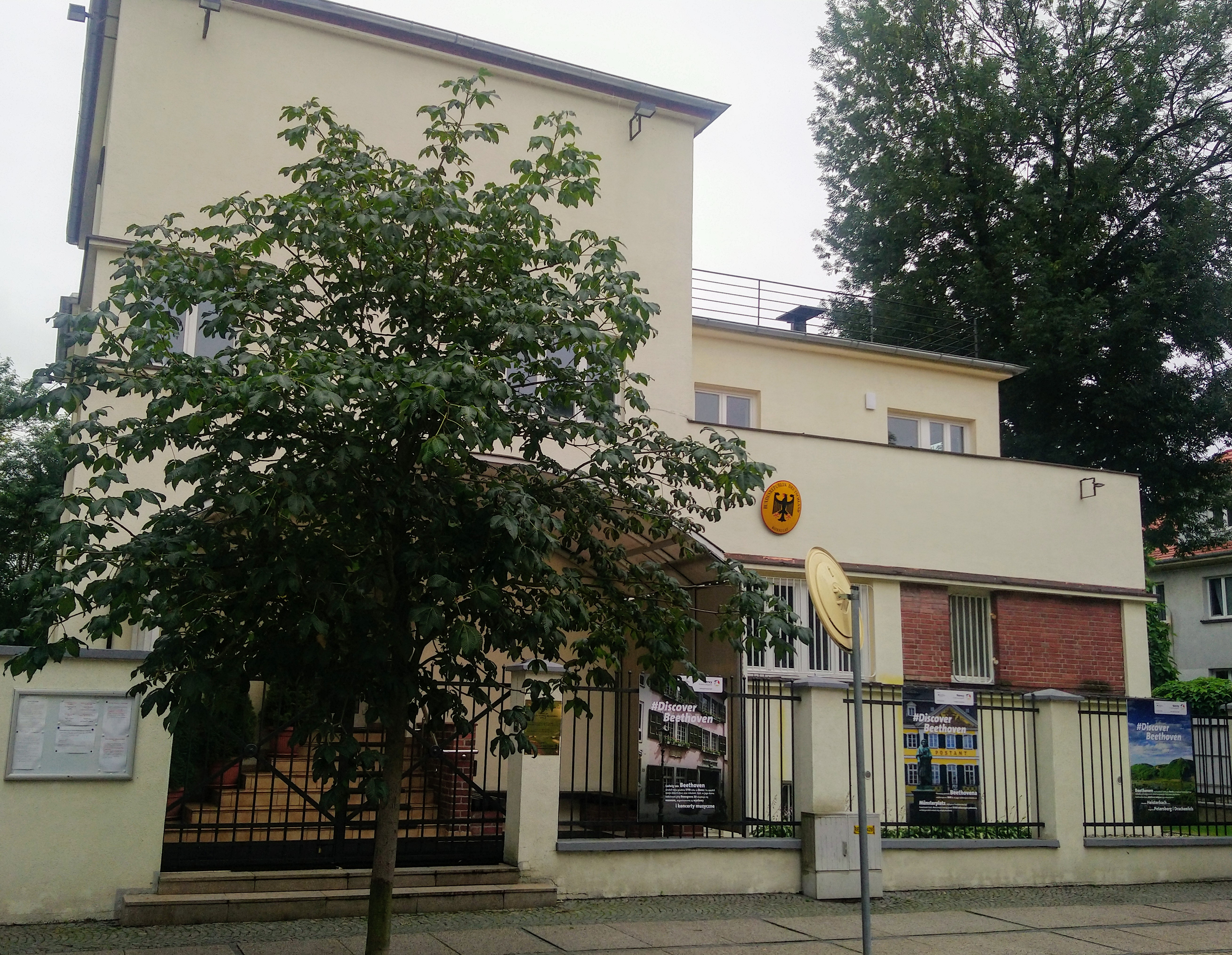
Konsulat Niemiec w Opolu

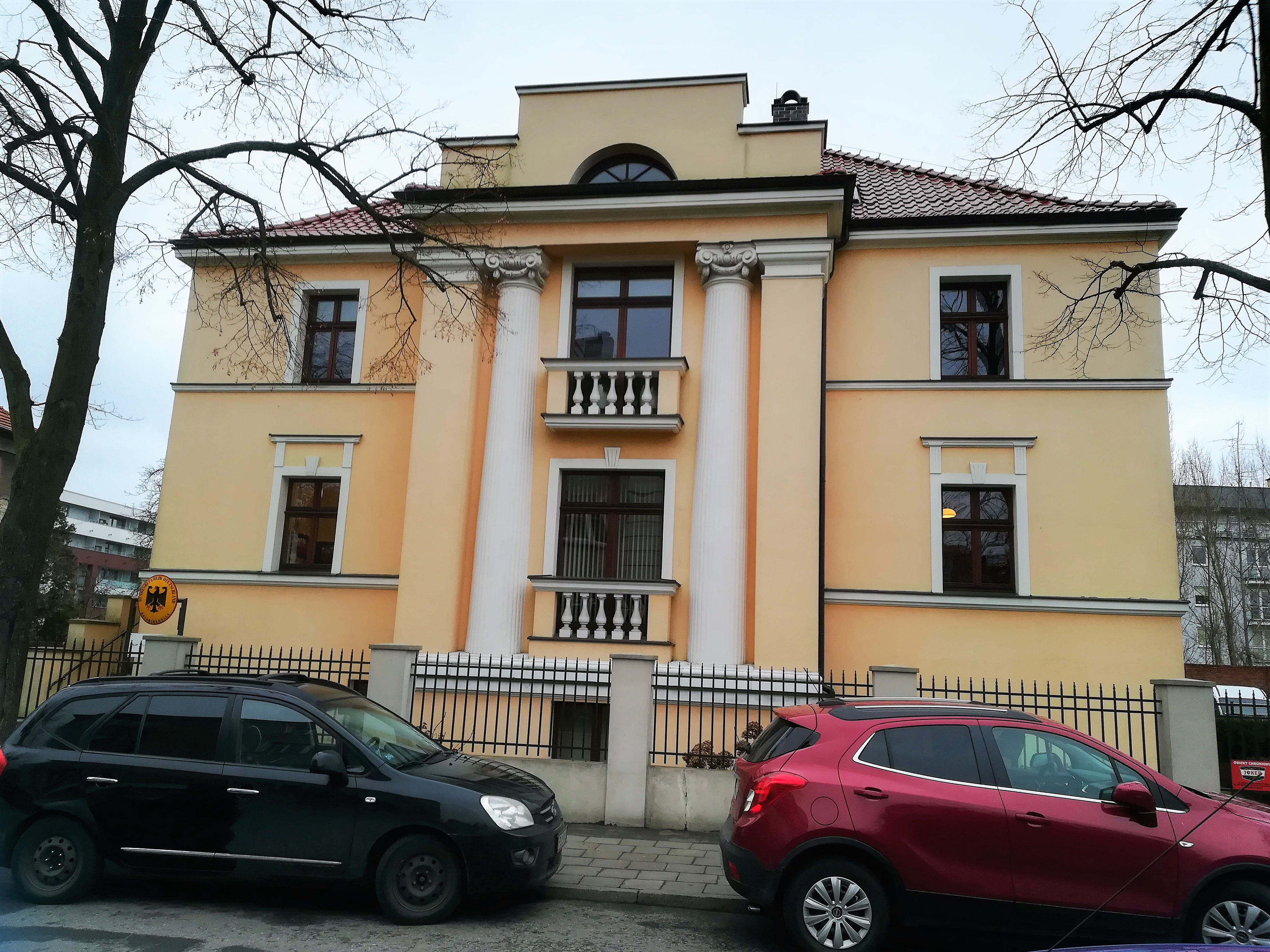
Siedziba Konsulatu Honorowego Niemiec przy ul. Iłłakowiczówny w Poznaniu

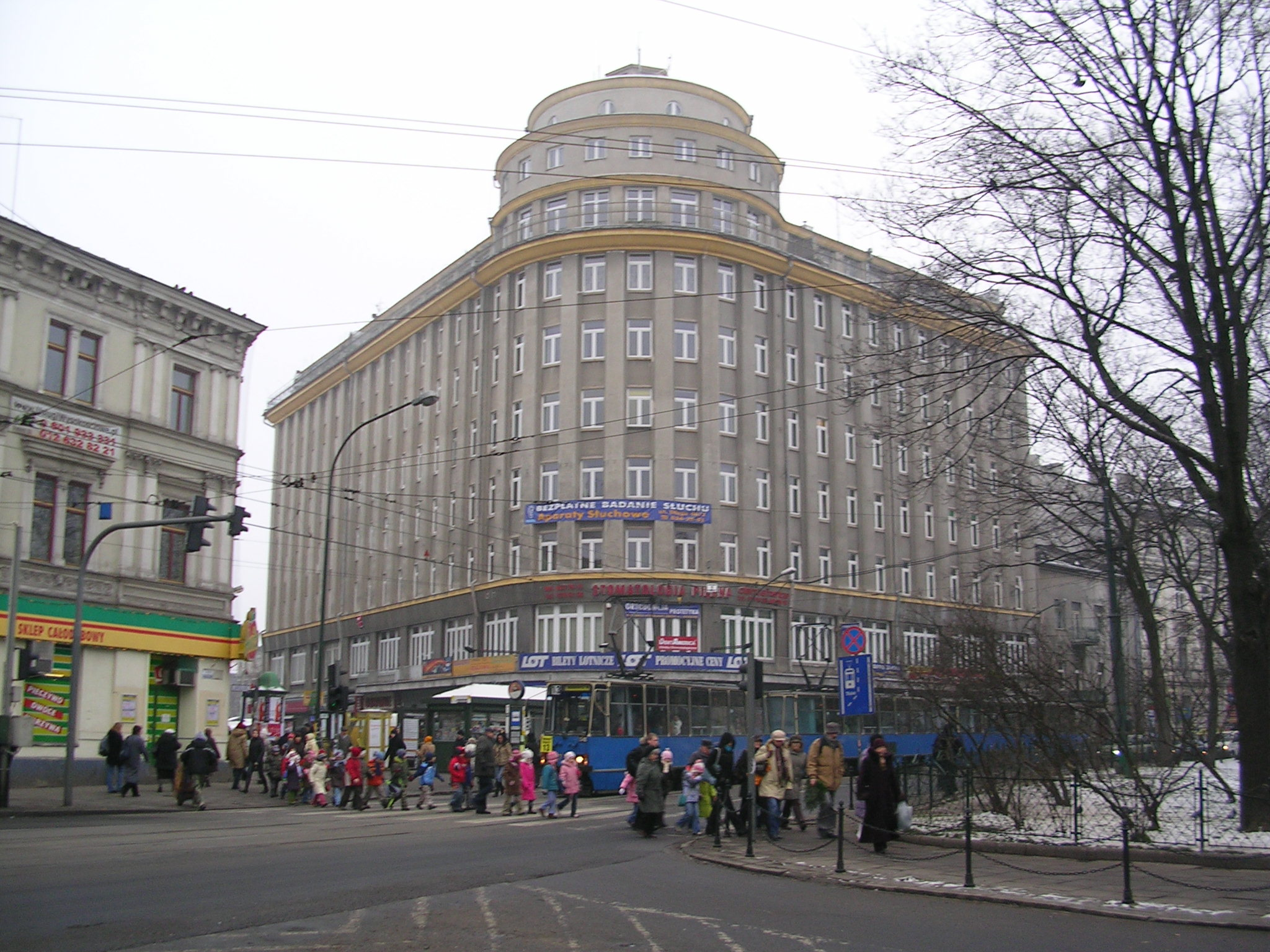
b. siedziba konsulatu Niemiec w Krakowie w budynku Feniksa (1938)

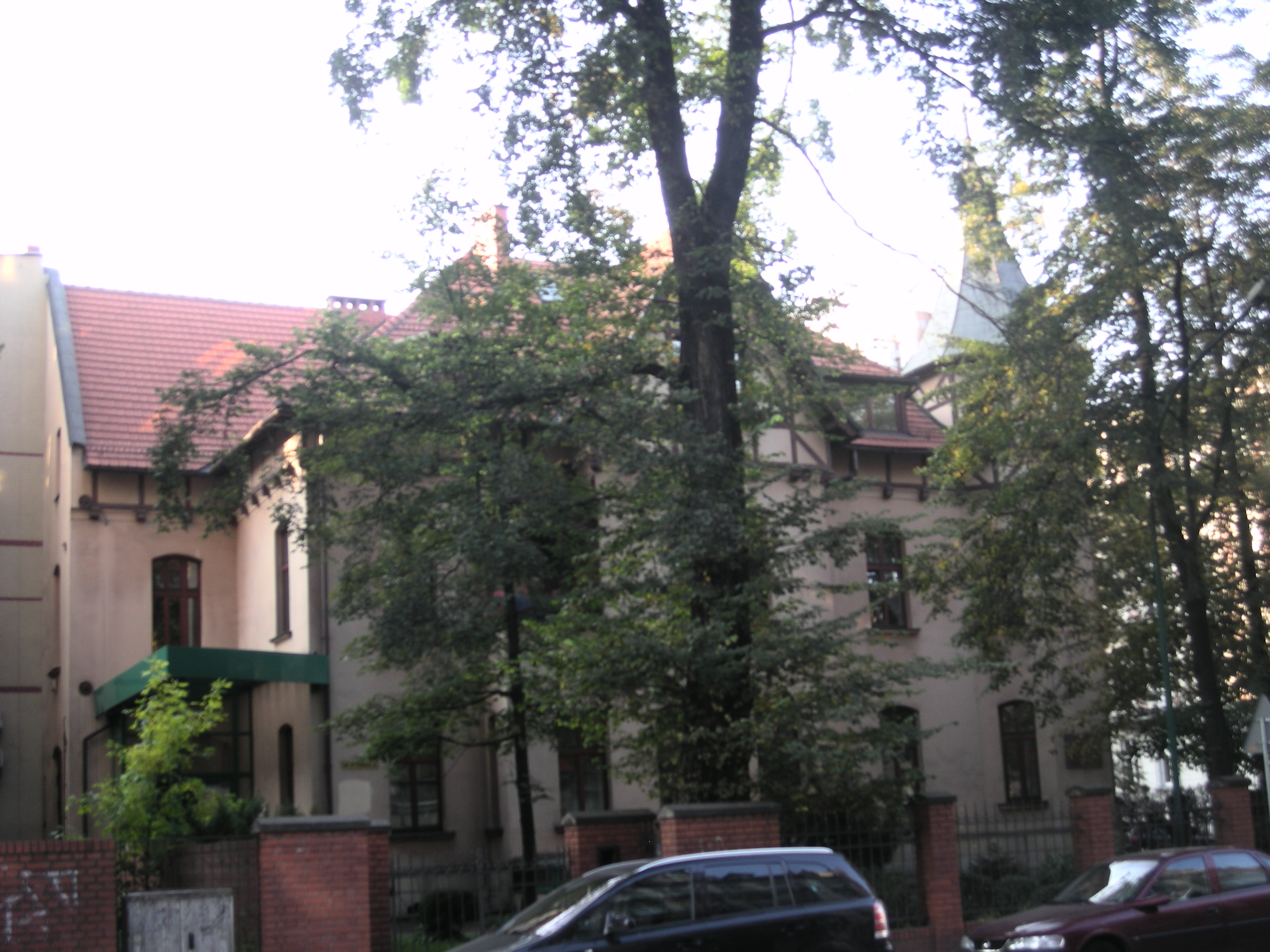
b. siedziba konsulatu Niemiec w Katowicach przy ul. Sokolskiej (1922-1938)

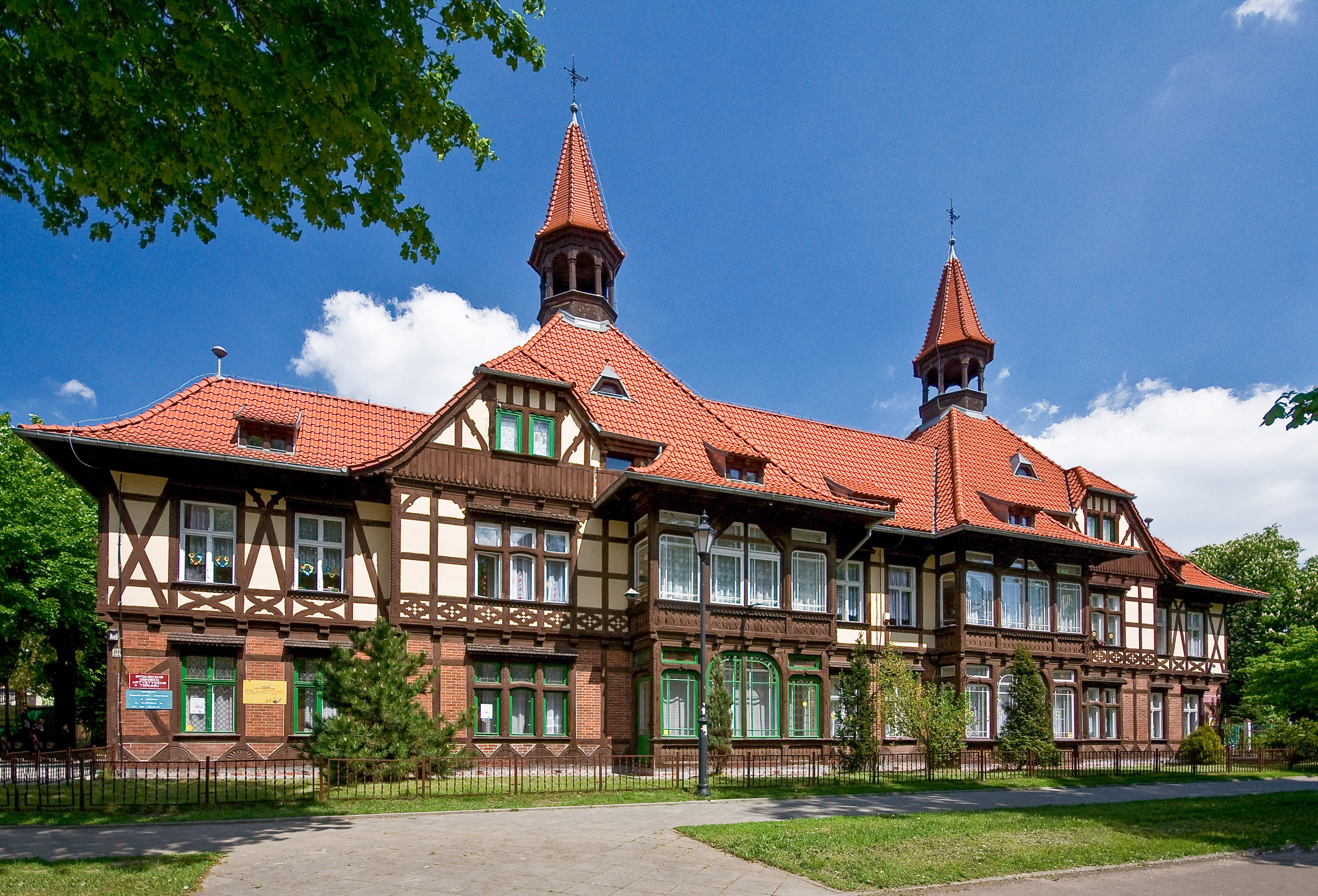
b. siedziba konsulatu Niemiec w Toruniu przy ul. Bydgoskiej (1922–1939)

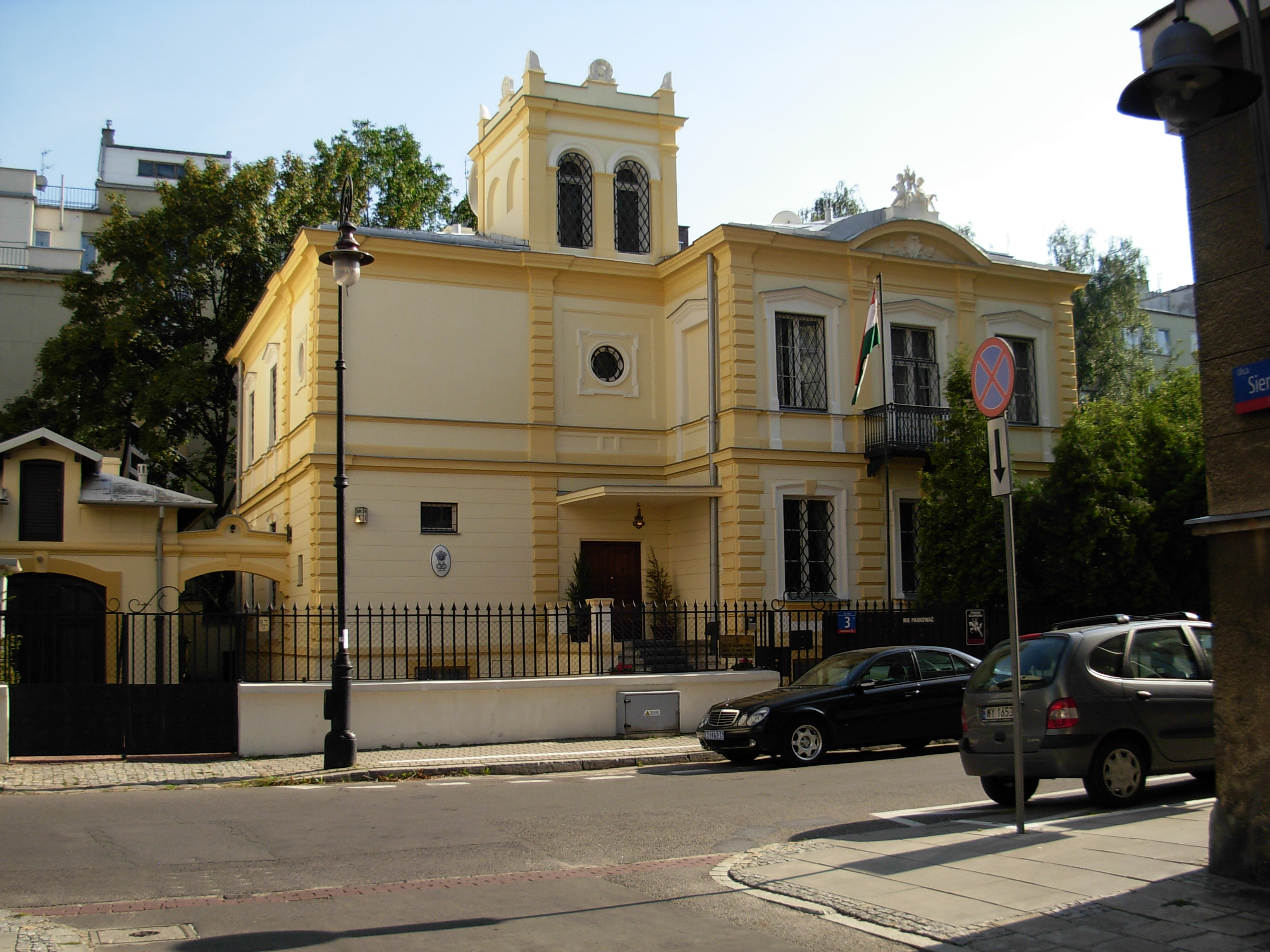
tzw. Dom Indyjski (India House), b. siedziba ambasady NRD (1954–1956) w al. Róż

Ambasada Niemiec w Polsce, Ambasada Republiki Federalnej Niemiec, Ambasada Niemiecka (niem. Deutsche Botschaft Polen, Botschaft der Bundesrepublik Deutschland Polen) – niemiecka placówka dyplomatyczna znajdująca się w Warszawie przy ul. Jazdów 12.

## Podział organizacyjny
- Wydział Polityczny (niem. Politisches Referat)
- Wydział Prasowy i PR (niem. Referat Presse und Öffentlichkeitsarbeit)
- Wydział ds. Polityki Społecznej (niem. Referat Sozial- und Beschäftigungspolitik)
- Wydział Ekonomiczny (niem. Wirtschaftsdienst)
  - Niemiecka agencja promocji handlowej i inwestycyjnej Germany Trade and Invest, ul. Grzybowska 87
  - Niemiecka Centrala Turystyki (niem. Deutsche Zentrale für Tourismus – DZT), ul. Grzybowska 87
  - Przedstawicielstwo Wolnego Kraju Związkowego Bawarii (niem. Freistaat Bayern), ul. Grzybowska 87
  - Agencja Rozwoju Gospodarczego Landu Nadrenia Północna-Westfalia NRW.INVEST GmbH, ul. Grzybowska 87
  - Przedstawiciel Saksońskiej Gospodarki, Wrocław, w Kamienicy Pod Błękitnym Słońcem, Rynek 7
  - Przedstawicielstwo Landu Dolna Saksonia, Warszawa, ul. Piaskowa 4
  - Centrum Współpracy Gospodarczej Hesja-Polska, w budynku Urzędu Wojewódzkiego w Poznaniu, w al. Niepodległości 16–18
  - Biuro Nadrenii-Palatynatu, Opole, ul. Ozimska 48
  - Biuro Hansy w Gdańsku, w Domu Schlütera przy ul. Piwnej 1
  - Hafen Hamburg Marketing, Warszawa, ul. Pańska 96
- Wydział Kultury (niem. Kulturreferat)
  - Instytut Goethego w Warszawie (niem. Goethe-Institut Warschau), ul. Chmielna 11
    - Informatorium, centrum informacji o Niemczech

  - Instytut Goethego w Krakowie (niem. Goethe-Institut Krakau), w pałacu Potockich na Rynku Głównym 20
  - Niemiecka Centrala Wymiany Akademickiej (niem. Deutscher Akademischer Austauschdienst – DAAD), ul. Zielna 37[3]
  - Polsko-Niemiecka Szkoła Spotkań i Dialogu im. Willy’ego Brandta (niem. Deutsche Schule Warschau, „Willy-Brandt-Schule“), ul. św. Urszuli Ledóchowskiej 3 (1978–)
- Wydział Prawno-Konsularny (niem. Rechts- und Konsularreferat)
  - Konsulat Generalny w Gdańsku (niem. Generalkonsulat in Danzig), w budynku b. Klubu Żeglarskiego w al. Zwycięstwa 23
  - Konsulat Generalny w Krakowie (niem. Generalkonsulat in Krakau), w pałacu Morsztynów przy ul. Stolarskiej 7
  - Konsulat Generalny we Wrocławiu (niem. Generalkonsulat in Breslau), w budynku rodziny Haase przy ul. Podwale 76
    - Konsulat w Opolu (niem. Konsulat in Oppeln), ul. Strzelców Bytomskich 11
- Wydział ds. Nauki i Badań Naukowych (niem. Referat Wissenschaft und Forschung)
  - Niemiecki Instytut Historyczny w Warszawie (Deutsches Historisches Institut in Warschau), w pałacu Karnickich, Al. Ujazdowskie 39
- Attachat Wojskowy (niem. Militärattachéstab)
- Administracja (niem. Verwaltung)

## Lista ambasadorów
Przedstawiciele Republiki Weimarskiej i III Rzeszy:
| Ambasador             | Okres urzędowania |
| --------------------- | ----------------- |
| Harry Graf Kessler    | 1918              |
| Hans von Schoen       | 1921–1922         |
| Ulrich Rauscher       | 1922–1930         |
| Hans-Adolf von Moltke | 1931–1939         |

Przedstawiciele Niemieckiej Republiki Demokratycznej:
| Ambasador        | Okres urzędowania |
| ---------------- | ----------------- |
| Friedrich Wolf   | 1949–1951         |
| Aenne Kundermann | 1951–1953         |
| Stefan Heymann   | 1953–1957         |
| Josef Hegen      | 1957–1961         |
| Richard Gyptner  | 1961–1963         |
| Karl Mewis       | 1963–1968         |
| Rudolf Rossmeisl | 1968–1973         |
| Günter Sieber    | 1973–1980         |
| Horst Neubauer   | 1980–1988         |
| Jürgen van Zwoll | 1988–1990         |

Przedstawiciele Republiki Federalnej Niemiec (w latach 1963–1972 jako szef misji handlowej):
| Amabasador                             | Okres urzędowania |
| -------------------------------------- | ----------------- |
| Bernd Mumm von Schwarzenstein          | 1963–1966         |
| Heinrich Böx                           | 1966–1970         |
| Egon Emmel                             | 1970–1972         |
| Hans Hellmuth Ruete                    | 1972–1977         |
| Werner Ahrens                          | 1977–1979         |
| Georg Negwer                           | 1979–1983         |
| Horst Röding                           | 1983–1985         |
| Franz Pfeffer                          | 1985–1987         |
| Franz Jochen Schoeller                 | 1987–1989         |
| Günter Knackstedt                      | 1989–1992         |
| Franz Bertele                          | 1992–1993         |
| Johannes Bauch                         | 1993–1999         |
| Frank Elbe                             | 1999–2003         |
| Reinhard Schweppe                      | 2003–2007         |
| Michael H. Gerdts                      | 2007–2010         |
| Rüdiger von Fritsch                    | 2010–2014         |
| Rolf Nikel                             | 2014–2020         |
| Arndt Freiherr Freytag von Loringhoven | 2020–2022         |
| Thomas Bagger                          | 2022–2023         |
| Viktor Elbling                         | od 2023           |

## Historia

### Okres do I wojny światowej
W ramach bilateralnych stosunków Niemiec z Rosją m.in. funkcjonował konsulat generalny tego kraju w Warszawie, w Pałacu Branickich przy ul. Podwale 497, obecnie 3–5 (1829), ul. Królewskiej 19 (1869–1882), obiekt nie istnieje, w kamienicy księżnej Zofii Światopełk – Czetwertyńskiej przy ul. Mazowieckiej 11 (1883–1887), ul. Niecałej 8 (1888–1896), ul. Jerozolimskiej 39 (1894-1895), ul. Jerozolimskiej 43 (1897), w kamienicy Braci Hoserów przy ul. Jerozolimskiej 45 (1900–1905), obecnie nr 51, ul. Jasnej 1 (1909–1911), w nieistniejącym obecnie budynku, na miejscu którego następnie w latach 1912–1917 wybudowano popularny „Dom pod Orłami”. Kolejnym adresem była kamienica braci Arona i Izraela Bachrachów przy ul. Jasnej 11 róg ul. Świętokrzyskiej 36 (1912–1914).
Funkcjonowały też w Warszawie przedstawicielstwa jeszcze trzech innych niemieckich podmiotów państwowych:
- konsulat generalny Saksonii/Saksonii-Weimaru w budynku Rosyjskiego Towarzystwa Ubezpieczeń Kapitałów i Dochodów/Towarzystwa Ubezpieczeń „Życie” przy ul. Miodowej 11–13 (1857–1870), obecnie nie istnieje,
- konsulat Bawarii (1829, 1869–1873[14]), adres jw.
- konsulat Wirtembergii (1822, 1858).

Konsulaty państw niemieckich funkcjonowały też:
- w Gdańsku:
  - konsulat Bawarii (1880–1883) przy Ankerschmiedegasse 9, ob. ul. Kotwiczników (1880)
  - konsulat Bremy (1852–1858, 1867–1880, 1883) przy Langgasse 50, ob. ul. Długa (1867), Kohlenmarkt 11, ob. Targ Węglowy (1870–1876), Hundegasse 77, ob. ul. Ogarnej (1878–1880)
  - konsulat Hamburga (1857–1876) przy Heilige-Geist-Gasse 43, ob. ul. św. Ducha (1867), Heilige-Geist-Gasse 78 (1870–1876)
  - konsulat generalny Hanoweru (1813–1831, 1837, 1844, 1858) przy Hundegasse 63, ob. Ogarna (1813–1831), Wollwebergasse 1996, ob. ul. Tkacka (1839), Langgarten 209, ob. ul. Długie Ogrody (1844),
  - konsulat Meklemburgii-Schwerinu (1848–1858, 1867–1905) przy Jopengasse 18, ob. ul. Piwnej (1867), Heilige-Geist-Gasse 73 ob. ul. św. Ducha (1870–1876), Jopengasse 18, w siedzibie firmy G.F. Focking (1878–1905)
  - konsulat Oldenburga (1843–1905) przy Jopengasse 609, ob. ul. Piwna 27 (1844), Neugarten 22, ob. ul. Nowe Ogrody (1867), Brotbänkergasse 6, ob. ul. Chlebnicka (1870–1876), Vorstädtischer Graben 41, ob. ul. Podwale Przedmiejskie (1878), Heilige-Geist-Gasse 54, ob. ul. św. Ducha (1880–1884), Heilige-Geist-Gasse 91 (1890), Jäschkentaler Weg 19b, ob. ul. Jaśkowa Dolina (1902–1903), przy Jäschkentaler Weg 34, ob. ul. Jaśkowa Dolina 42 (1904–1905)
  - rezydentura Prus (1740–1810) przy Frauengasse 11, ob. ul. Mariacka (1808–)
  - rezydentura Saksonii i Księstwa Warszawskiego (1697–1824) przy Langgasse 41, ob. ul. Długa (1809–)
- we Lwowie: w willi „Palatin” z 1875 (proj. Edmund Köhler) przy ul. Gołębiej 12 (1897), ob. Глібова/Hlibowa, w budynku z 1848 przy ul. Mochnackiego 19 (1900–1912), ob. Драгоманова/Drahomanowa, w budynku z 1898 (proj. Julian Cybulski) przy ul. Chmielowskiego 9 (1912-1918)[15], ob. Глібова/Hlibowa.

### Okres międzywojenny
„Pierwsze” stosunki dyplomatyczne w okresie międzywojennym nawiązano 21 listopada 1918, w niecały miesiąc – 15 grudnia 1918 je zawieszając, zaś siedziba poselstwa mieściła się w hotelu Bristol (1918). Po ich reaktywacji, od 1920 Niemcy utrzymywały swoje przedstawicielstwo, początkowo w kamienicy Władysława Ławrynowicza w Al. Ujazdowskich 22, następnie w pałacyku Klary Dillenius (proj. Franciszek Brauman) przy ul. Piusa XI 17, obecnie ul. Pięknej (1923–). Zmiana jego rangi na ambasadę nastąpiła w 1934. W 1939 obiekt został zbombardowany przez niemiecką Luftwaffe. Po traktacie o granicach i przyjaźni III Rzesza-ZSRR z 28 września 1939, w którym strony wbrew prawu międzynarodowemu (konwencja haska IV z 1907 r.) stwierdziły zaprzestanie istnienia państwa polskiego i rozpoczęciu okupacji terytorium Polski władze niemieckie rozpoczęły proces likwidacji swoich placówek dyplomatyczno-konsularnych w Polsce, przekształcając je w tzw. urzędy likwidacyjne Auswärtiges Amt (Abwicklungsstellen des AAmtes), kończąc go likwidacją Ambasady w maju 1940.
W okresie wojny polsko-bolszewickiej, w sytuacji zagrożenia zajęcia Warszawy, personel poselstwa był ewakuowany okresowo (od początku sierpnia 1920) do Poznania.
W okresie międzywojennym Niemcy utrzymywały konsulaty:
- w Cieszynie: w al. Marszałka Piłsudskiego 14 (K 1938–1939); wraz z Biurem Paszportowym w Boguminie (1939),
- Wolnym Mieście Gdańsku: w budynku sądów przy ul. Neuegarten 30–34, obecnie ul. Nowe Ogrody (1921–1922), następnie przy Krebsmarkt 7–8, obecnie Targ Rakowy (1922–1925), przy Dominikswall 3 (KG), obecnie Wały Jagiellońskie (1925–1939), budynek nie istnieje,
- Gdyni: przy ul. Jana z Kolna 2 (1936–1938), następnie przy ul. 10 Lutego 24 (1939),
- Katowicach (KG 1922–1939): w willi „Dame” Louisa Damego przy ul. Sokolskiej 8 (1922–1938), następnie przy ul. Zabrskiej 10 (1939)[19],
- Krakowie (K 1923–1939, KG 1939): przy ul. Warszawskiej 7 (1923–1933), następnie w budynku Feniksa przy ul. Basztowej 15 (1933–1939),
- Lwowie: przy ul. Ossolińskich 4 (1938-1939), ob. Стефаника/Stefanika, następnie ul. Herburtów 3 (1939), ob. Ґлінки/Glinki (K 1938–1939)[20],
- Łodzi: w al. Kościuszki 85, następnie w kamienicy fabrykanta Henryka Birnbauma z 1892 przy ul. Piotrkowskiej 260 (Biuro Paszportowe 1920–1924, K 1924–1939),
- Poznaniu: przy ul. Zwierzynieckiej 15, następnie w al. Piłsudskiego 34 (K 1920–1924, KG 1924–1939),
- Toruniu: przy ul. Bydgoskiej 34–36 (K 1922–1935, KG 1935–1939); wraz z Biurem Paszportowym w Bydgoszczy, przekształconym w 1939 w Ekspozyturę KG.

Do kwietnia 1940 konsulaty uległy likwidacji – w Bydgoszczy, Poznaniu, Katowicach, Cieszynie i Gdyni (do listopada 1939), we Lwowie (w grudniu 1939), w Toruniu i Łodzi (w styczniu 1940), w Krakowie (w kwietniu 1940).
Realia historyczne po 1945 wykreowały dwa niezależne podmioty prawa międzynarodowego – RFN i NRD.

### Po II wojnie światowej

#### Ambasada i konsulaty Niemieckiej Republiki Demokratycznej
Bilateralne stosunki dyplomatyczne z NRD nawiązano w 1949 na szczeblu misji dyplomatycznych, od 1953 – ambasad. Początkowo przedstawicielstwo chciano umieścić w spalonym w 1939 Pałacu Kronenberga na rogu pl. Małachowskiego z ówczesnym pl. Zwycięstwa, zaś na początku lat 60. planowano zbudować w tym miejscu ambasadę Francji, lecz i do tego nie doszło, a ostatecznie w tym miejscu powstał hotel Sofitel Victoria. Powstał też projekt (proj. Hans Kurthaus z Berlina) budowy ambasady NRD przy pl. Krasińskich naprzeciwko Pałacu Krasińskich, gdzie pomieszczono ostatecznie Gmach Sądu Najwyższego. Do realizacji tych projektów nie doszło, i w latach 1954–1957 kraj ten utrzymywał swoją ambasadę w al. Róż 3; wydział handlowy pomieszczono przy ul. Litewskiej 6 i w al. Armii Ludowej 6. Następnie ambasadę ulokowano przy ówczesnej al. I Armii Wojska Polskiego 2–4 (obecnie al. Szucha) (1956–1990), w gmachu zajmowanym wcześniej przez ambasadę ZSRR.
W okresie 1980–1990 działała w siedzibie ambasady Grupa Operacyjna Warszawa (Operativgruppe Warschau) Ministerstwa Bezpieczeństwa Państwowego NRD Stasi (Ministerium für Staatssicherheit – MfS).
Władze NRD utrzymywały cztery konsulaty:
- w Gdańsku (Konsulat Generalny od 1962), al. Zwycięstwa 23
- w Szczecinie (w latach 1974–1990, początkowo K, ostatnio KG) przy ul. Królowej Korony Polskiej 31
- we Wrocławiu (K od 1958, KG od 1972) w „Haase-Villa” z 1899 (proj. Otto March) przy ul. Podwale 76, w której wiele lat wcześniej miał m.in. siedzibę konsulat Włoch (1913–1915), zaś obecnie konsulat RFN

a także Oddział Wydziału Polityczno-Handlowego Ambasady w Katowicach przy ul. Liebknechta 15 (1990), obecnie ul. Opolska.
W latach 1957–1990 funkcjonował Ośrodek Kultury i Informacji NRD (Kultur- und Informationszentrum) przy ul. Świętokrzyskiej 18, znany też jako DDR-Kulturzentrum, również w Krakowie przy ul. Stolarskiej 13 (1969–1990).
Przy ambasadzie działało przedszkole z siedzibą w Klarysewie (70.).

#### Ambasada i konsulaty Republiki Federalnej Niemiec
Proces rozwijania stosunków z RFN postępował wolniej. W latach 1951–1964 przy Ambasadzie USA funkcjonowało udzielające wiz do RFN „Biuro Przepustek do Niemiec” (Travel Permit Office for Germany), początkowo przy ul. Pięknej 3 (1951–1957), następnie przy ul. Jezuickiej 2 (1964).
W 1963 utworzono przy ul. Dąbrowieckiej 30 zachodnioniemieckie przedstawicielstwo handlowe (Handelsvertretung), które przekształcono w misję handlową (Handelsmission), a po nawiązaniu stosunków dyplomatycznych w 1972 – w ambasadę (Botschaft). Nieopodal, przy ul. Katowickiej 31 funkcjonowały dział wizowy i referat prawno-konsularny, zaś przy ul. Walecznych 10 referat prawno-konsularny oraz referat ekonomiczny.
W 1990 powołano placówki konsularne RFN w Gdańsku (KG) i Wrocławiu (KG), w 1991 – w Krakowie (KG) i KG (1991-2000), oraz w 1992 – w Opolu (wicekonsulat), któremu w 2008 podwyższono status na konsulat w Opolu. W Gdańsku, Szczecinie i Wrocławiu umieszczono je w budynkach dotychczasowych konsulatów b. NRD.
W latach 2005–2007 wybudowano nową siedzibę ambasady przy ul. Jazdów 12 (proj. Holger Kleine Architekten).
Pamiątką z okresu istnienia ambasady na terenie Saskiej Kępy jest instalacja Przez Warszawę ku Wolności upamiętniająca ewakuację obywateli NRD na Zachód, odsłonięta w 2010 roku.